# Centrorhynchus itatsinsis
Centrorhynchus itatsinsis är en hakmaskart som beskrevs av Fukui 1929. Centrorhynchus itatsinsis ingår i släktet Centrorhynchus och familjen Centrorhynchidae. Inga underarter finns listade i Catalogue of Life.